# Aleksine (Russie)
Pour les articles homonymes, voir Aleksine.
Aleksine (en russe : Алексин) est une ville de l'oblast de Toula, en Russie, et le centre administratif du raïon d'Aleksine. Sa population s'élevait à 57 102 habitants en 2021.

## Géographie
Aleksine, qui se trouve au nord du plateau central de Russie, est arrosée par la rivière Oka, un affluent de la Volga. La ville est située à 49 km au nord-ouest de Toula et à 143 km au sud-sud-est de Moscou.

## Histoire
Le premier établissement sur le site remonte à 1236 et était initialement un ouvrage de défense. Grâce à sa position au bord de l'Oka, elle devint bientôt un des ports de marchandises les plus importants de l'époque. Aleksine acquit le statut de ville en 1777. Le recul du trafic fluvial entraina par la suite le déclin de la ville. Aleksine devint le centre administratif d'un raïon en 1924. Le gouvernement soviétique décida en 1933 d'y implanter une usine chimique, qui fut mise en service en mars 1941.

## Population
Recensements ou estimations de la population
| 1856  | 1897* | 1926* | 1939*  | 1959*  | 1970*  | 1979*  |
| ----- | ----- | ----- | ------ | ------ | ------ | ------ |
| 2 500 | 3 465 | 3 938 | 21 722 | 46 313 | 61 417 | 67 219 |

| 1989*  | 2002*  | 2010*  | 2012   | 2013   | 2014   | 2015   |
| ------ | ------ | ------ | ------ | ------ | ------ | ------ |
| 74 274 | 68 156 | 61 732 | 60 744 | 59 747 | 59 157 | 58 716 |

| 2016   | 2017   | 2018   | 2019   | 2020   | 2021   | - |
| ------ | ------ | ------ | ------ | ------ | ------ | - |
| 58 759 | 58 329 | 57 892 | 57 950 | 57 516 | 57 102 | - |

## Économie
Aleksine est devenue une ville industrielle pendant la période soviétique : industrie chimique, construction de machines-outils, etc. La principale entreprise est le Combinat chimique d'Aleksine (en russe : Алексинский химкомбинат, Aleksinski khimkombinat), qui fabrique notamment des équipements pour l'industrie chimique, des solvants et des matières plastiques.

## Transports
La route nationale la plus proche est la M2, qui relie Moscou à Belgorod. Aleksine possède une gare ferroviaire sur la ligne Toula – Kalouga, mais elle n'est desservie que par des autorails car la ligne n'est pas électrifiée.